# Seguridasosiá
Seguridasosiá es una serie de historietas cómicas de Maikel para El Jueves; desde 1990, ocupan habitualmente una página entera de cada número.

## Trayectoria editorial
Seguridasosiá se empezó a publicar en el número 668 de la revista.
Periódicamente, la editorial la ha ido recopilando en forma de álbumes monográficos:
- 1993 ¿Es grave, doctor? (Col. Pendones del Humor #97)
- 1995 Saque la lengua (Col. Pendones del Humor #114)
- 1998 ¡El siguiente! (Col. Pendones del Humor #142)
- 2001 Urgencias (Col. Nuevos Pendones del Humor #9)
- 2002 ¿Dónde le duele? (Col. Nuevos Pendones del Humor #23)
- 2003 Lo más mejor de Seguridasosiá[2]

## Argumento
Seguridasosiá se desarrolla en un hospital público en el que se producen diferentes situaciones cómicas derivadas del contraste entre los médicos con experiencia que hacen su trabajo con desidia y los médicos jóvenes animosos pero inexpertos recién incorporados, de la escasez de medios de los hospitales públicos, etc.